# فينس هندرسون
فينس هندرسون (بالإنجليزية: Vince Henderson)‏ هو مقدم تلفزيوني بريطاني، ولد في 24 يوليو 1957 في ليفربول في المملكة المتحدة.

## وصلات خارجية
- فينس هندرسون على موقع IMDb (الإنجليزية)